# Ros Linč
Ros Šor Linč (engl. Ross Shor Lynch; 29. decembar 1995) је američki glumac, pevač, instrumentalista i plesač. On je najpoznatiji po svojoj ulozi Ostina Muna u komediji "Ostin i Ali" na Dizni kanalu. Takođe svira ritam gitaru u svom porodičnom bendu R5, sa svojom braćom Rajkerom i Rokijem, sestrom Rajdel i naboljim porodičnim prijateljem Elingtonom Ratlifom. R5 je svoju prvu pesmu izbacio 2013.godine a 2014 su krenuli na svetsku turneju
Neki od Rosovih hitova su:Pass Me By, Billion Hits, Double Take, Heartbeat, Not a love song. 
Ros je poznat i po tome što je u filmu Tinejdžersko leto (Teen Beach Movie) dobio ulogu Brejdija.

## Detinjstvo i mladost
Rođen je u Litltonu (Koloradu). Karijeru je počeo u svom porodičnom bendu R5.

## Karijera
Linč je veoma popularan od uloge Ostina u komediji Ostin i Ali.

## Spoljašnje veze
- Zvanični veb-sajt
- Ros Linč na sajtu  (jezik: engleski)
- Ros Linč na TV Guide